# Podocarpus costalis
Podocarpus costalis är en barrträdart som beskrevs av Karel Presl. Podocarpus costalis ingår i släktet Podocarpus och familjen Podocarpaceae. IUCN kategoriserar arten globalt som starkt hotad. Inga underarter finns listade i Catalogue of Life.

## Bildgalleri

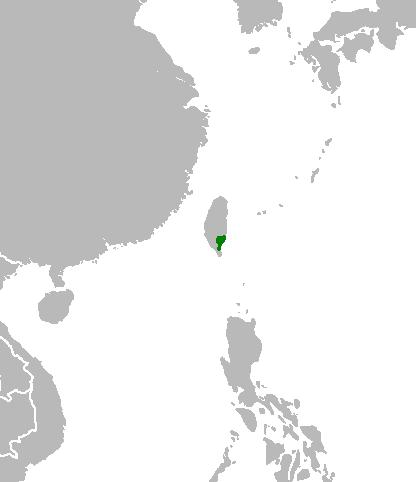
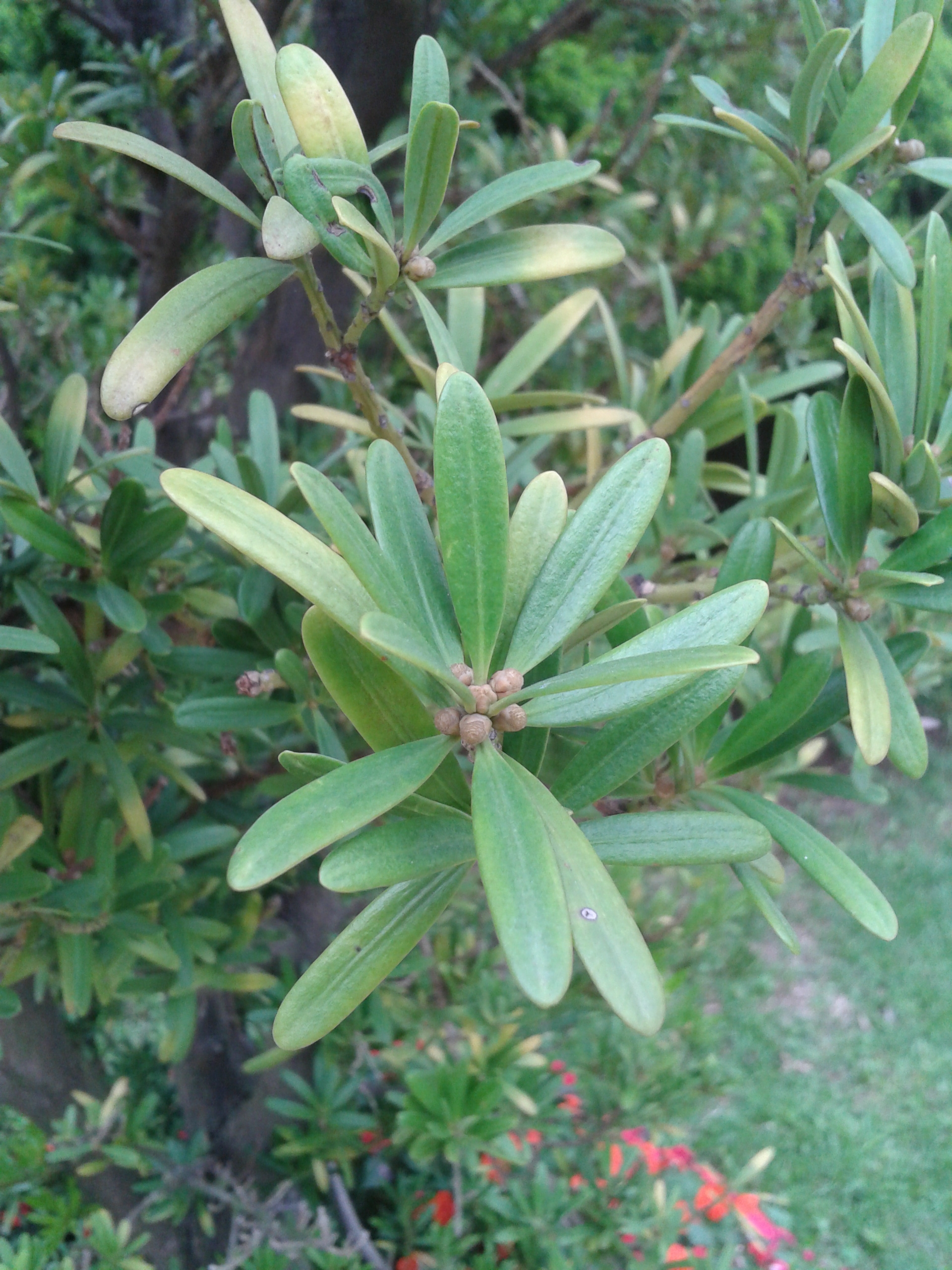
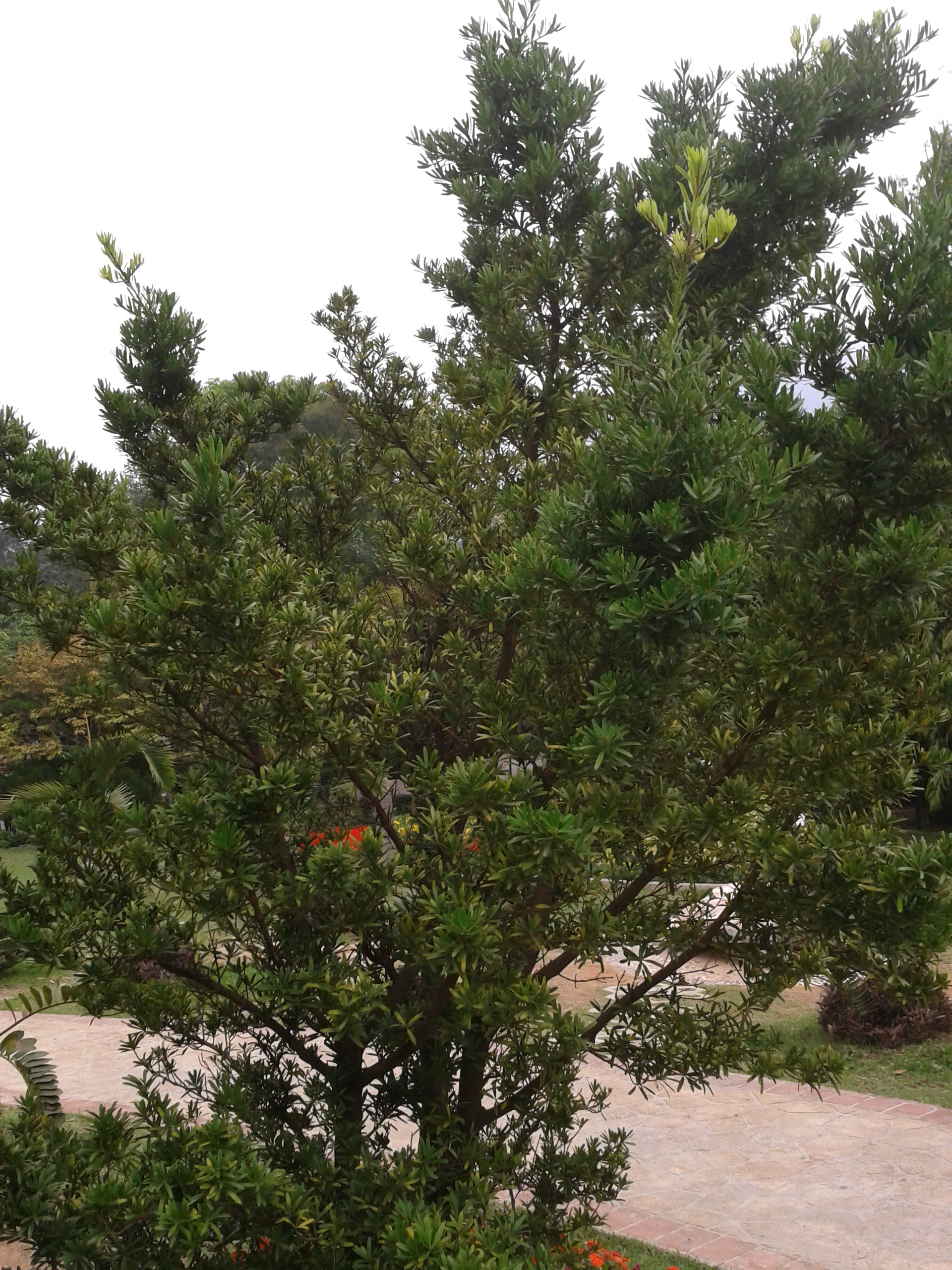